# Ulica Kanonia (Varsovie)
Ulica Kanonia est une rue située dans le quartier de vieille ville (Stare Miasto), arrondissement de Śródmieście (Centre-ville) à Varsovie.

## Sources
- (pl) Cet article est partiellement ou en totalité issu de l’article de Wikipédia en polonais intitulé « Ulica Ulica Kanonia w Warszawie » (voir la liste des auteurs).